# Bubu Chacha
Bubu Chacha (ぶぶチャチャ Bubu Chacha) là một anime slice of life được sáng tác bởi Okeya Akira (tác giả Mobile Suit Gundam: The 08th MS Team và Transformers: Armada), Iku, Anzai Takeshi và Amino Tetsuro (đạo diễn của Blue Comet SPT Layzner). Được sản xuất bởi Daume và Japan Digital Entertainment, loạt này được đạo diễn và được viết bởi Okeya Akira và sản xuất bởi Nozawa Katsuhiko, nhà sản xuất phim hoạt hình Please Twins!. Nhân vật được thiết kế bởi Ochi Shinji. Loạt phim đầu tiên được phát sóng trên NHK từ ngày 8 tháng 4 năm 1999 đến ngày 25 tháng 11 năm 1999 với tổng cộng 25 tập phim.
Season 2 có tựa là I Love Bubu Chacha (だいすき! ぶぶチャチャ Daisuki! Bubu Chacha) được chiếu 2 năm sau trên NHK từ ngày 3 tháng 4 năm 2001 đến ngày 29 tháng 11 năm 2001, với số tập là 25. Phim cũng được chiếu ở nước ngoài trên kênh GMTV2 (Anh Quốc), Raidue (Ý), TRT (Thổ Nhĩ Kỳ), ABS-CBN (Philippines) và Hero TV (Philippines).
Tại Việt Nam, phim từng được Công ty Cổ phần Truyền thông Trí Việt (TVM Corp. và nay là Purpore Media) mua bản quyền và phát sóng trên kênh HTV3 (2008) và phát lần 3 năm 2018.

## Nội dung
Buddy là cậu bé 3 tuổi cậu ta rất yêu chú chó của mình là Chacha. Một ngày nọ, Buddy đang đi dạo với Chacha thì có chiếc xe lao tới, để  bảo vệ cậu bé Chacha đã chạy tới  đỡ và bị chết. Và có phép màu kì diệu đã xảy ra trong đêm sau vụ tai nạn, linh hồn của Chacha đã nhập vào chiếc xe hơi đồ chơi màu vàng nhờ vậy Bubu và Chacha có thể mãi bên nhau không rời. Đã có nhiều chuyến phiêu lưu thú vị và cả hai đã học được nhiều điều hay trong cuộc sống. Câu chuyện diễn ra ở trên thị trấn Greenhill, và mở rộng ra tới Los Angeles, California.

## Danh sách tập phim

### Bubu Chacha
| #  | Tên tập phim                                                                  | Ngày phát sóng gốc   |
| -- | ----------------------------------------------------------------------------- | -------------------- |
| 1  | "Khủng long con" "kyōryū noakachan" (恐竜の赤ちゃん)                          | 29 tháng 4 năm 1999  |
| 2  | "Những đám mây kỳ diệu của Bubu" "kumo ha fushigi" (雲は不思議)               | 6 tháng 5 năm 1999   |
| 3  | "Ngôi nhà có ma" "apato ni yūrei" (アパートに幽霊)                            | 13 tháng 5 năm 1999  |
| 4  | "Cuộc phiêu lưu trong lòng đại dương" "fune made bōken" (船まで冒険)          | 27 tháng 5 năm 1999  |
| 5  | "Kho tàng của ba mẹ" "mama to papa no takaramono" (ママとパパの宝物)          | 3 tháng 6 năm 1999   |
| 6  | "Khi mẹ bị bệnh" "mama ga maigo" (ママが迷子!?)                               | 10 tháng 6 năm 1999  |
| 7  | "Cuộc đua nguy hiểm" "kiken na doraibu!" (危険なドライブ!)                    | 17 tháng 6 năm 1999  |
| 8  | "Bubu có phải là công chúa không?" "boku hao hime sama?" (ボクはお姫さま?)    | 24 tháng 6 năm 1999  |
| 9  | "Bubu và khúc xương thần bí" "honehone daijiken" (ほねほね大事件)             | 1 tháng 7 năm 1999   |
| 10 | "Đám mây đen của Mary" "mari nomakkuro kumo" (マリーのまっくろ雲)             | 8 tháng 7 năm 1999   |
| 11 | "Robot siêu quậy" "robotto de shippai?" (ロボットで失敗?)                     | 15 tháng 7 năm 1999  |
| 12 | "Những thiên thần gió tinh nghịch" "kaze sannoitazura" (風さんのいたずら)     | 22 tháng 7 năm 1999  |
| 13 | "Cá hồi lội ngược dòng" "ganbaru samon kun" (がんばるサーモンくん)            | 29 tháng 7 năm 1999  |
| 14 | "Chacha bị bệnh" "mei inu chacha" (名犬チャチャ)                              | 5 tháng 8 năm 1999   |
| 15 | "Dì Karen và bé Sean tới nhà chơi" "akachan ga kita" (赤ちゃんが来た)         | 12 tháng 8 năm 1999  |
| 16 | "Kho báu bị bỏ quên của ba" "papa no wasuremono" (パパの忘れ物)               | 26 tháng 8 năm 1999  |
| 17 | "Cha Cha phải ở nhà" "chacha to hanare hanare" (チャチャと離れ離れ)           | 2 tháng 9 năm 1999   |
| 18 | "Những người bạn trong rừng" "mori too tomodachi" (森とお友達)                | 9 tháng 9 năm 1999   |
| 19 | "Hoàng tử tuyết" "yuki no ōjisama" (雪の王子様)                               | 23 tháng 9 năm 1999  |
| 20 | "Chacha và cuộc đua thú vị" "chacha to kyōsō" (チャチャと競走)                | 30 tháng 9 năm 1999  |
| 21 | "Đường hầm bí ẩn" "fushigi tonneru" (不思議トンネル)                          | 7 tháng 10 năm 1999  |
| 22 | "Cái cây của thầy" "sensei no ki" (先生の木)                                  | 14 tháng 10 năm 1999 |
| 23 | "Ai cũng có bí mật" "naisho no himitsu" (ナイショのヒミツ)                    | 28 tháng 10 năm 1999 |
| 24 | "Câu chuyện về chú chuồn chuồn" "tonbo sanha sora no ue" (トンボさんは空の上) | 4 tháng 11 năm 1999  |
| 25 | "Buổi hòa nhạc của Bubu" "boku no okesutora" (ボクのオーケストラ)             | 11 tháng 11 năm 1999 |
| 26 | "Máy chụp hình đầu tiên của Bubu" "chacha no waa!" (チャチャのワァ!)          | 25 tháng 11 năm 1999 |

### Daisuki! Bubu Chacha
| #  | Tên tập phim                                                                                | Ngày phát sóng gốc   |
| -- | ------------------------------------------------------------------------------------------- | -------------------- |
| 1  | "Năng lượng của Mặt Trời" "o nichi sama enjin" (お日さまエンジン)                           | 10 tháng 5 năm 2001  |
| 2  | "Bên kia cầu vồng" "niji nomukō" (虹のむこう)                                               | 17 tháng 5 năm 2001  |
| 3  | "Lâu đài cát khổng lồ" "ooki na suna noo shiro" (大きな砂のお城)                            | 31 tháng 5 năm 2001  |
| 4  | "Nào mình cùng chơi" "minnade asobu" (みんなで遊ぶ)                                         | 7 tháng 6 năm 2001   |
| 5  | "Bull là một anh hùng" "buru ha hiro" (ブルはヒーロー)                                      | 14 tháng 6 năm 2001  |
| 6  | "Những mùi vị bí ẩn" "fushigi na nioi" (不思議な匂い)                                       | 21 tháng 6 năm 2001  |
| 7  | "Buổi xem xiếc thú vị" "o netsu de sakasu" (お熱でサーカス)                                 | 28 tháng 6 năm 2001  |
| 8  | "Cuộc phiêu lưu của những bạn giọt mưa" "tanoshi i ame tsubukun" (楽しい雨つぶくん)         | 5 tháng 7 năm 2001   |
| 9  | "Gia đình cùng vui" "abuna i hyō kun" (危ないヒョウくん)                                    | 12 tháng 7 năm 2001  |
| 10 | "Câu chuyện về Chip" "ike! chippu" (行け! チップ)                                           | 26 tháng 7 năm 2001  |
| 11 | "Cái bóng của ai?" "dare no kage?" (誰の影?)                                                | 2 tháng 8 năm 2001   |
| 12 | "Điệu nhảy Tata và cây đàn Organ nhảy múa" "tatata! dansuorugan" (タタタ! ダンスオルガン)   | 9 tháng 8 năm 2001   |
| 13 | "Anh Tau chuyển nhà" "tau gao hikkoshi" (タウがお引っ越し)                                  | 16 tháng 8 năm 2001  |
| 14 | "Trí tưởng tượng phong phú" "sozo gaippai" (ソーゾーがいっぱい)                             | 23 tháng 8 năm 2001  |
| 15 | "Giấc mơ của Bubu" "yume toonnaji" (夢とおんなじ)                                           | 30 tháng 8 năm 2001  |
| 16 | "Hòn đảo kì diệu" "nagagutsu ninatta neko" (長靴になった猫)                                 | 6 tháng 9 năm 2001   |
| 17 | "Con tem của Bubu" "boku no sutanpu" (ボクのスタンプ)                                       | 13 tháng 9 năm 2001  |
| 18 | "Ngôi nhà mới của gia đình chuột" "taihen! paparatto" (大変! パパラット)                    | 27 tháng 9 năm 2001  |
| 19 | "Những người bạn trong dãy núi" "yama noo tomo dachi" (山のお友だち)                        | 4 tháng 10 năm 2001  |
| 20 | "Người bạn tuyết trên đỉnh núi" "yuki noo tomo dachi" (雪のお友だち)                        | 11 tháng 10 năm 2001 |
| 21 | "Cô gái bí ẩn và con tàu du lịch" "o fune deyattekita nazo no nin" (お船でやってきた謎の人) | 18 tháng 10 năm 2001 |
| 22 | "Câu chuyện về chiếc guốc biết nói" "oshaberi kigutsu san" (木靴さんのおしゃべり)           | 25 tháng 10 năm 2001 |
| 23 | "Gia đình của ChaCha" "chacha no tabi" (チャチャの旅)                                       | 8 tháng 11 năm 2001  |
| 24 | "Cuộc đua trong tưởng tượng" "resu de genki!" (レースで元気!)                               | 15 tháng 11 năm 2001 |
| 25 | "Điều ước của Mary" "mari no negai" (マリーの願い)                                          | 22 tháng 11 năm 2001 |
| 26 | "Đại dương trên bầu trời" "hate shinaio sora no umi" (果てしないお空の海)                   | 29 tháng 11 năm 2001 |

## Lồng tiếng
| Nhân vật             | Diễn viên lồng tiếng | Diễn viên lồng tiếng                                    |
| Nhân vật             | Nhật Bản             | Việt Nam                                                |
| -------------------- | -------------------- | ------------------------------------------------------- |
| Randy Rand (Buddy)   | Sasamoto Yuko        | Võ Huyền Chi                                            |
| Chacha               | Nagashima Yuuichi    | Lâm Quốc Tín                                            |
| Mẹ                   | Tanaka Atsuko        | Nguyễn Kiều Oanh                                        |
| Robo Bull            | Ugaki Hiden          | Hồ Chơn Nhơn                                            |
| xe tải Hippo         | Egawa Hisao          | Trần Trọng Hiếu                                         |
| Madame Kithiley      | Sugita Ikuko         | Đinh Quỳnh Như                                          |
| Grahken              | Kabira Jay           | Võ Ngọc Trai                                            |
| Người dẫn chuyện Boo | Arimoto Kinryuu      | Khánh Hoàng                                             |
| Terry                | Sakaguchi Koichi     | Trần Lương Vũ Long (26 tập đầu) Hồ Tiến Đạt (từ tập 27) |
| Hopper               | Kanai Mika           | Đặng Hạnh Phúc                                          |
| Megu                 | Miyuki Sanae         | Đồng Thanh Phong                                        |
| Mary                 | Kawata Taeko         | Nguyễn Vũ Minh Chuyên                                   |
| Ba                   | Suzuki Takuma        | Tạ Bá Nghị                                              |
| Nicky                | Nishimura Tomohiro   | Nguyễn Anh Tuấn                                         |
| Catherine            | Takada Yumi          | Cao Thụy Thanh Hồng                                     |
| Sara                 | Hayami Yuu           | Võ Ngọc Quyên                                           |

## Âm nhạc
Những ca khúc trong cả hai season đều được Tsuno Gori thể hiện, được chọn làm soundtrack cho Bakusō Kyōdai Let's & Go!!. Sản xuất âm thanh của anime được quản lý bởi Half HP Studio.

### Bài hát chủ đề
Bubu Chacha
Phiên bản tiếng Nhật
- Bài hát mở đầu: "Bubu Chacha is unavoidable?" (ぶぶチャチャ仕方ない? Bubuchacha shikatanai??)
  - Lời: Amino Tetsurō
  - Thể hiện và soạn nhạc: Tsuyoshi Tsuno
  - Artist: Makorin & Pythagoras
- Bài hát kết thúc: "I Crossed the Bridge" (橋を渡ろう Hashi o watarou?)
  - Lời: Amino Tetsurō
  - Thể hiện và soạn nhạc arrangement: Tsuyoshi Tsuno
  - Artist: Makorin & Pythagoras

Phiên bản tiếng Nhật
- Bài hát mở đầu: Bubu Chacha do Huyền Chi viết lời Việt và trình bày bởi Hồng Kim Hạnh
- Bài hát kết thúc: Đi tìm ước mơ do Huyền Chi viết lời Việt và trình bày.

I Love Bubu Chacha
- Bài hát mở đầu: "Bubu Chacha và bạn" (君のぶぶチャチャ Kimi no Bubu Chacha?)
  - Artist: Minako Kaneko
- Bài hát kết thúc: "Mọi người sẽ vượt qua" (みんなわたろう Minna watarou?)
  - Artist: Minako Kaneko